# Darrius Shepherd
Darrius Shepherd (Blue Springs, 1º novembre 1995) è un giocatore di football americano statunitense che milita nel ruolo di wide receiver per i Los Angeles Chargers della National Football League (NFL).

## Carriera

### Green Bay Packers
Il 6 maggio 2019, Shepherd firmò con i Green Bay Packers dopo non essere stato scelto nel Draft NFL 2019. Fece registrare la sua prima ricezione, su passaggio da una yard di Aaron Rodgers, nella settimana 6 contro i Detroit Lions il 14 ottobre 2019. Fu svincolato il 29 ottobre, rifirmando poi per la squadra di allenamento. La sua stagione si chiuse con 6 presenze e una sola ricezione. Il 21 gennaio 2020 firmò un nuovo contratto con i Packers.